# Димитър Георгиев (Свиленград)
Вижте пояснителната страница за други личности с името Димитър Георгиев.
Димитър Нашев Георгиев е български революционер, одрински деец на Вътрешната македоно-одринска революционна организация.

## Биография
Димитър Георгиев е роден през 1871 година в Свиленград в Османската империя, днес в България. Завършва педагогическото училище в Кюстендил, България. Връща се в Свиленград и през 1896 – 1897 година е учител. Влиза във ВМОРО и става член на околийския комитет. Участва в списването на нелегалния хектографски революционен вестник „Борец“, който илюстрира, използвайки френското списание „Журнал дьо Воаяж“.
В 1901 – 1902 година преподава в Сярското българско педагогическо училище.
Завършва висше образование в Прага, Австро-Унгария.
През 1908 година е назначен за училищен инспектор в Лозенградската каза. В 1911 – 1912 година в Одрин издава списание „Знание“.